# Manuel Correia do Campo (compositor)
Manuel Correia do Campo (Lisboa, 1593 — Sevilha, 6 de janeiro de 1645) foi um compositor português do Renascimento.

## Vida
Manuel Correia do Campo era já famoso em criança enquanto cantor em Lisboa. Fez parte da capela do Duque de Bragança em Vila Viçosa, a qual, entre 1576 a 1604 foi dirigida por António Pinheiro e viajou bastante por Espanha. Foi nomeado como Alto para a Catedral de Sevilha, em 22 de Julho de 1617, e onde foi também assistente do mestre de capela Francisco de Santiago.

## Obra Musical
É referido no Index da Biblioteca Musical de D. João IV de Portugal como tendo composto uma Salve Regina, dois motetos cerimoniais, três motetos funerários, e dez vilancicos. Nenhuma destas composições concordam com as missas votivas do Livro de Coro n.º IV da Catedral de Sevilha, catalogadas por Higinio Anglés em 1947.

## Edições Musicais (Partituras)
- Stevenson, Robert (1982), Antologia de Polifonia Portuguesa: 1490-1680, transcrições de R. S., Luís Pereira Leal e Manuel Morais; estudo de R. S., Portugaliae Musica, vol. XXXVII, Lisboa, Fundação Calouste Gulbenkian.